# Мечеть Кук
Мече́ть Кук (узб. Koʻk masjidi / Кўк масжиди; тадж. Масҷиди Кӯк), наиболее известный среди народа как Кук-мече́ть (узб. Koʻk masjid / Кўк масжид; тадж. Кӯк масҷид) — переводится как Голуба́я (или зеле́ная) мече́ть — ныне недействующая небольшая махаллинская (квартальная) мечеть в городе Самарканде, построенная в XIX веке, на месте более древней мечети.

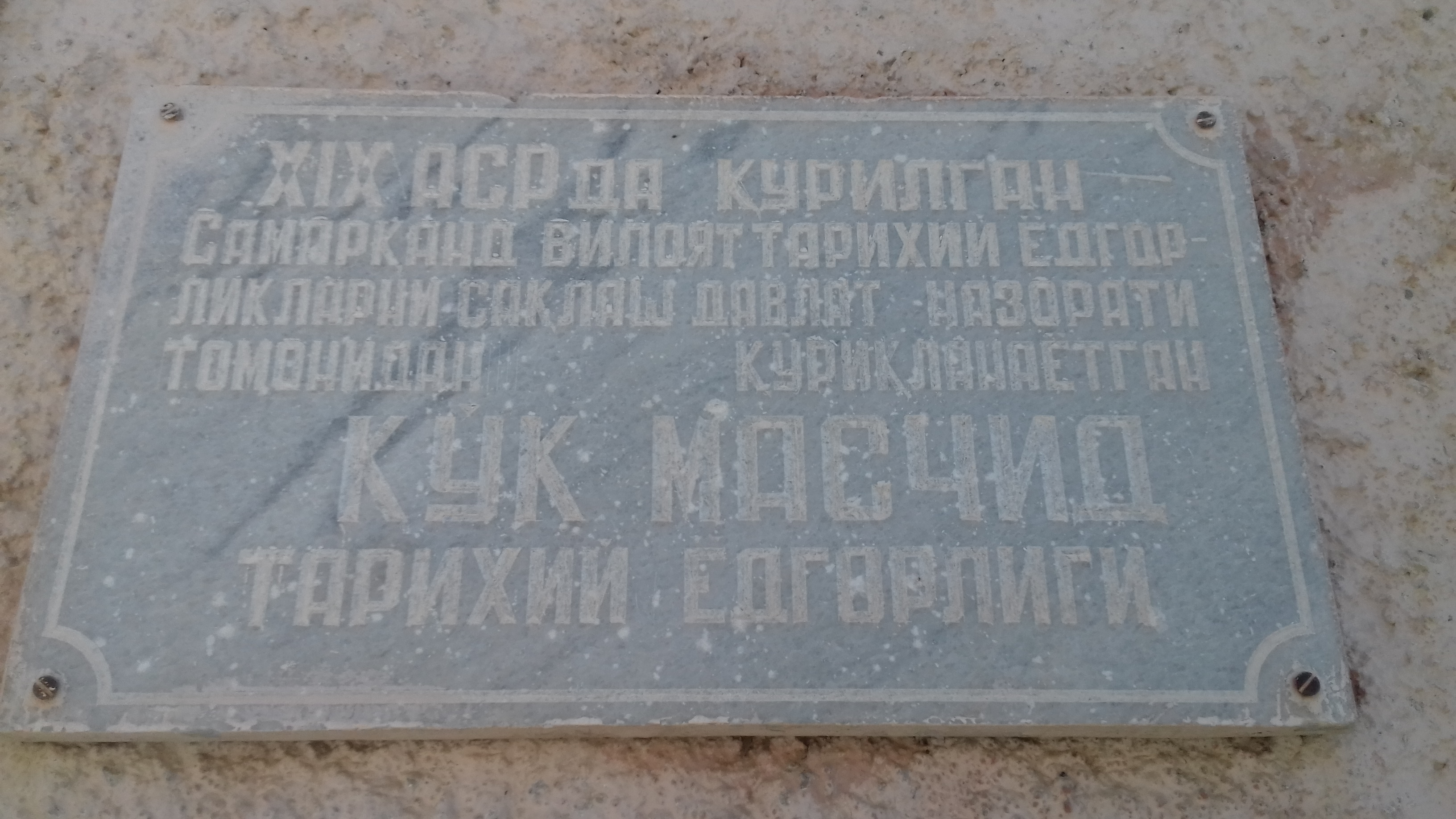
Табличка в мечети

Находится в историческом центре так называемого старого города, в 350 метрах к северо-западу от площади и ансамбля Регистан, внутри территории махалли, и вокруг окружен частными домами-дворами. Ныне является недействующей мечетью, и по состоянию на август 2018 года находится в обшарпанном состоянии. Мечеть представляет собой небольшое здание,  с двух сторон которого имеет айван с девятью деревянными резными колоннами, и рядом имеет небольшое вспомогательное здание, в котором на небольшой высоте находится специальное место для муэдзина. Находится в довольно большом дворе, где имеется небольшой хауз. Вместе с остальными архитектурными, археологическими, религиозными и культурными памятниками Самарканда входит в список Всемирного наследия ЮНЕСКО под названием «Самарканд — перекрёсток культур».